# Braun Ferenc
Braun Ferenc, (Budapest, VIII. kerület, 1885. január 2. − Budapest, I. kerület, 1933. szeptember 29.) válogatott magyar labdarúgó, csatár, postatakarékpéntári számtanácsos.

## Családja
1885. január 2-án született Budapest VIII. kerületében Braun Ferenc kőfaragó és Goldschmidt Mária gyermekeként. 1914. február 8-án Budapest I. kerületében házasságot kötött Schilberszky Máriával (1891–1962). 1933. szeptember 29-én 48 évesen hunyt el Budapest I. kerületében. Testvére Braun Rezső (1886–1929) szintén az FTC labdarúgója volt. Öccse, Imre az FTC ifjúsági csapatának jobbszélsője 1915-ben esett el az első világháborúban.

## Pályafutása
Az FTC csapatában összesen 120 mérkőzésen szerepelt (74 bajnoki, 23 nemzetközi, 23 hazai díjmérkőzés) és 45 gólt szerzett (33 bajnoki, 12 egyéb). 1907-ben fiatalon vonult vissza a labdarúgástól. 1903 és 1907 között négy alkalommal szerepelt a válogatottban.
1908-tól az FTC atlétikai osztályának pénztárosa volt. 1914 tavaszán a MAC atlétáinak edzőjeként is tevékenykedett. Az első világháborúban besorozták és többször megsérült a fronton. A háború után visszatért a MAC-hoz, majd 1920-ban rövid ideig az ÚTE labdarúgóinak és atlétáinak trénereként dolgozott. Betegsége után, 1921-től ismét a MAC csapatánál tevékenykedett.

## Sikerei, díjai
- Magyar bajnokság
  - bajnok: 1903. 1905, 1906–07
  - 2.: 1902, 1904
  - 3.: 1901
- Ezüstlabda
  - győztes: 1903, 1904, 1906

## Statisztika

### Mérkőzései a válogatottban
| Magyarország | Magyarország      | Magyarország                  | Magyarország | Magyarország | Magyarország | Magyarország | Magyarország | Magyarország |
| #            | Dátum             | Helyszín                      | Hazai        | Eredmény     | Vendég       | Kiírás       | Gólok        | Esemény      |
| ------------ | ----------------- | ----------------------------- | ------------ | ------------ | ------------ | ------------ | ------------ | ------------ |
| 1.           | 1903. április 5.  | Budapest, Millenáris-pálya    | Magyarország | 2 – 1        | Csehország   | barátságos   | -            |              |
| 2.           | 1903. június 11.  | Budapest, Margitszigeti pálya | Magyarország | 3 – 2        | Ausztria     | barátságos   | -            |              |
| 3.           | 1904. október 9.  | Bécs, Cricketer-pálya         | Ausztria     | 5 – 4        | Magyarország | barátságos   | -            |              |
| 4.           | 1907. november 3. | Budapest, Millenáris-pálya    | Magyarország | 4 – 1        | Ausztria     | barátságos   | -            |              |
|              | Összesen          |                               |              | 4            | mérkőzés     |              | 0            | gól          |